# Mieszczk
Mieszczk [pronunciación en polaco: /mjɛʂt͡ʂk/] es un pueblo ubicado en el distrito administrativo de Gmina Sierpc, dentro del condado de Sierpc, voivodato de Mazovia, en el este de Polonia central. Se encuentra aproximadamente a 4 kilómetros al suroeste de Sierpc y a 119 kilómetros al noroeste de Varsovia. De 1975 a 1998, la ciudad administrativamente perteneció a la provincia de Plock.